# Hyacinthe Serroni
Hyacinthe Serroni, né le 30 août 1617 à Rome et mort le 7 janvier 1687 à Paris, est un homme ecclésiastique italien, et intendant de la marine pour le royaume de France.

## Biographie
Il est gratifié en 1625 de l'abbaye Saint-Nicolas de Rome par le Pape Urbain VIII, mais entrera finalement dans l'Ordre de Saint-Dominique. Il arrive en France en 1645, alors docteur en théologie. À partir de 1646 il devient évêque d'Orange mais doit retourner en l'église de Minerve à Rome. Il revient en France en 1648 et devient vicaire apostolique de la province ecclésiastique de Tarragone. Après cinq ans au service de l'évêché, le Roi le nomme intendant de la marine et de la province de Provence. Il sera ensuite intendant des armées et visiteur général en Catalogne jusqu'à la trêve entre la France et l'Espagne. En 1660, il est désigné en compagnie de Pierre de Marca, archevêque de Toulouse, pour participer à la conférence de Céret qui devait fixer les limites entre la France et l'Espagne, mais qui s'est séparée sans conclure. Le 12 novembre 1660, il signe le traité de Llívia en tant que représentant de Louis XIV, traité dans lequel sont détaillés les trente-trois villages de Cerdagne qui devaient appartenir à la France conformément au traité des Pyrénées.
En 1661 il est nommé évêque de Mende par le Roi. Il quitte donc son mandat à Orange. Puis, en 1676, il obtient l'évêché d'Albi. En 1676, l'évêché est érigé en archevêché et Hyacinthe Serroni est donc le premier archevêque d'Albi, jusqu'à sa mort en 1687. Il s'emploie notamment à mettre en œuvre les décisions du concile de Trente. Dès 1679, il réunit un synode qui rassemble tous les clercs de son diocèse. Des Ordonnances synodales sont publiées la même année. Pour assurer la "sainte réformation" et la qualité de son clergé, Serroni installe un séminaire en 1679 dans une maison du Bout-du-Pont à Albi. La direction en est confiée aux jésuites. Il a été nommé abbé commendataire de La Chaise-Dieu en 1672.

## Ses écrits
Méditations et affections sur les sept pseaumes de la Pénitence, pour l'usage des nouveaux convertis, 1686
Entretiens affectifs de l'âme avec Dieu sur les cent cinquante pseaumes, 1688.

## Iconographie
Le nouvel archevêque d'Albi a été peint en 1685 par Hyacinthe Rigaud, arrivé depuis peu à Paris, contre 330 livres (« M. l’archevêque d’Alby (Hyacinthe Seroni) ». 
Le tableau passant pour l'original est actuellement conservé au musée Toulouse-Lautrec d'Albi (Inv. 149) mais il est affiché comme étant une copie, et a été gravé par l’allemand Frans Ertinger (Schwaben, 1640 – Paris, 1710), en 1688 selon Henri van Hulst, le premier biographe de Rigaud : « Figure jusqu’aux genoux. Le premier portrait de cette grandeur qu’ait fait M. Rigaud, âgé alors de vingt ans seulement, à ce qu’il m’a dit lui-même. L’estampe de forme moyenne. » 
Le buste a été repris par Pierre Simon, pour une thèse soutenue par Louis Boistel.

## Sources et références
1. ↑  J. Roman, Le livre de raison du peintre Hyacinthe Rigaud, Paris, 1919, p. 10 & 12.
2. ↑  cat. Musée d’Albi, 1985 n°22
3. ↑  Sous le cadre, en bas, la lettre suivante en forme de dédicace : « Illustrissimo Ecclesiae Principi Francisco de Camps Appamiarum Episcopo / suo et artium Mecenati hane Illustrissimi & Reverendissimi Hyacinti / Serrony primi Albiensium Archiepiscopi effigem Obsequentissimus Servorum. / Franciscus Ertinger Sculptor D. D. D. – Hyacinthe Rigaud Pinx. Gravé par F. Ertinger. Se vend à Paris, chez […]. »